# عبد الخالق صبيح
عبد الخالق صبيح معيدي (مواليد 4 يناير 1991) هو لاعب كيك بوكسينغ عراقي، حصل على الميدالية الذهبية في دورة الألعاب الآسيوية للصالات والفنون القتالية 2017، وبطل العالم لعام 2019، وبطل العراق منذ عام 2010، يزن اللاعب 51 كغم.